# Windows Installer
Windows Installer (tidligere kendt som Microsoft Installer, kodenavn Darwin) er en motor til installation, vedligeholdelse og fjernelse af software på moderne Microsoft Windows systemer. Informationerne for installationen, og ofte også filerne selv, er pakket i en Installationspakke, der består af relationsdatabaser, der er struktureret som OLE Structured Storage Filer, der oftest kaldes for "MSI-filer" på grund af deres filendelse. 
Microsoft opfordrer tredjepartier til at bruger Windows Installer som basis for installationernes framework, sådan at de synkroniseres korrekt med andre installers, og bevare den interne konsistens i installationsdatabasen. Vigtige redskaber så som gendannelse og versionering (der modvirker DLL-helvede) afhænger af en konsistent interne database for at kunne fungere optimalt.